# Латвія на зимових Олімпійських іграх 1992
Латвія на зимових Олімпійських іграх 1992, які пройшли з 8 по 23 лютого в Альбервілі (Франція), була представлена 23 спортсменами в 6 видах спорту.

## Учасники
| Спорт           | Чоловіки | Жінки | Всього |
| --------------- | -------- | ----- | ------ |
| Біатлон         | 4        | 0     | 4      |
| Бобслей         | 8        | 0     | 8      |
| Лижні перегони  | 1        | 0     | 1      |
| Санний спорт    | 3        | 3     | 6      |
| Фігурне катання | 1        | 1     | 2      |
| Фристайл        | 2        | 0     | 2      |
| Всього          | 19       | 4     | 23     |

## Біатлон
Спортсменів — 4
Чоловіки
| Спортсмени                                                    | Змагання            | Час       | Промахи     | Відставання | Місце |
| ------------------------------------------------------------- | ------------------- | --------- | ----------- | ----------- | ----- |
| Айварс Богдановс                                              | спринт              | 28:24.2   | 1 (0+1)     | +2:21.9     | 40    |
| Айварс Богдановс                                              | індивідуальна гонка | 1:04:28.5 | 4 (1+2+0+1) | +6:54.1     | 62    |
| Ілмарс Бріціс                                                 | спринт              | 28:23.3   | 1 (0+1)     | +2:21.0     | 39    |
| Ілмарс Бріціс                                                 | індивідуальна гонка | 1:04:27.3 | 5 (0+2+1+2) | +6:52.9     | 61    |
| Олегс Малухінс                                                | спринт              | 27:17.7   | 0 (0+0)     | +1:15.4     | 13    |
| Олегс Малухінс                                                | індивідуальна гонка | 1:06:10.1 | 6 (1+1+3+1) | +8:35.7     | 69    |
| Гундарс Упенікс                                               | спринт              | 28:32.7   | 1 (0+1)     | +2:30.4     | 44    |
| Гундарс Упенікс                                               | індивідуальна гонка | 1:02:01.6 | 1 (0+0+0+1) | +4:27.2     | 35    |
| Олегс Малухінс Айварс Богдановс Ілмарс Бріціс Гундарс Упенікс | естафета            | 1:33:31.1 | 3 (0+3)     | +8:47.6     | 16    |